# Шик, Иван Данилович
Иван Данилович Шик (27 ноября 1930, Западная область, РСФСР) — комбайнёр Волновахской птицефабрики Волновахского района Донецкой области, Украинская ССР. Герой Социалистического Труда (1975).

## Биография
Родился в 1930 году в крестьянской семье в одном из населённых пунктов Западной области (на территории современной Брянской области). После срочной службы в Советской Армии трудился комбайнером на Волновахской птицефабрике. Ежегодно показывал высокие трудовые результаты. Неоднократно занимал передовые позиции в социалистическом соревновании. По итогам работы в годы восьмой пятилетки (1966—1970) награждён орденом Трудового Красного Знамени и за высокие трудовые показатели в 1973 году — орденом Ленина.
В 1974 году обработал за 22 часа на комбайне СК-4 35 гектаров озимой пшеницы и намолотил 201,7 тонны зерна. Указом Президиума Верховного Совета СССР от 10 февраля 1975 года удостоен звания Героя Социалистического Труда за «выдающиеся успехи, достигнутые во Всесоюзном социалистическом соревновании, и проявленную трудовую доблесть в досрочном выполнении заданий девятой пятилетки и принятых обязательств по увеличению производства и продажи государству продуктов земледелия и животноводства».
Проживал в селе Трудовское. С 1990 года — персональный пенсионер союзного значения.

## Награды
- Герой Социалистического Труда
- Орден Ленина — дважды (08.12.1973; 1975)
- Орден Трудового Красного Знамени (08.04.1971)